# حارة عمر المختار (صنعاء)
حارة عمر المختار هي إحدى حارات حي شعوب بمديرية شعوب إحد مديريات العاصمة اليمنية صنعاء، بلغ تعداد سكانها 4002 نسمة حسب تعداد اليمن لعام 2004.